# 斉藤和巳 (情報工学者)
斉藤 和巳（さいとう かずみ、1963年1月 - ）は、日本の計算機科学者（知能情報学・発見科学・複雑ネットワーク科学）。学位は、博士（工学，東京大学）1998年。静岡県立大学附属ICTイノベーション研究センターセンター長（初・第3代）・経営情報学部教授・大学院経営情報イノベーション研究科教授。神奈川大学理学部情報科学科教授。
日本電信電話株式会社研究開発本部研究推進部門事業計画担当課長、日本電信電話株式会社コミュニケーション科学基礎研究所知能情報研究部主任研究員・特別研究員、静岡県立大学経営情報学部副学部長などを歴任した。

## 来歴

### 生い立ち
1963年生まれ。慶應義塾大学の理工学部数理科学科にて学んだ。1985年に卒業。大学卒業後に日本電信電話公社から民営化されたばかりの日本電信電話に入社した。また、その傍ら、オタワ大学客員研究員、名古屋工業大学大学院工学研究科講師、東海大学情報理工学部講師、奈良先端科学技術大学院大学情報科学研究科客員准教授、等を兼任した。1998年に東京大学から博士号を取得した。論文名は「概念学習における探索性能向上に関する研究」。

### 研究者として
2007年には静岡県立大学に転じ、経営情報学部経営情報学科にて教授に就任した。また、静岡県立大学大学院の経営情報学研究科経営情報学専攻の教授も兼務している。2013年]静岡県立大学に附属ICTイノベーション研究センターが設置されると、その初代センター長に就任した。2015年3月には、これまでの業績が評価され静岡県立大学学長表彰を受けた。

## 略歴
- 1985年 - 慶應義塾大学理工学部卒業。
- 1985年 - 日本電信電話入社。
- 1991年 - オタワ大学客員研究員。
- 1994年 - 日本電信電話コミュニケーション科学研究所主任研究員。
- 1997年 - 日本電信電話研究開発本部研究推進部門事業計画担当課長。
- 1999年 - 日本電信電話コミュニケーション科学基礎研究所知能情報研究部主任研究員。
- 2000年 - 日本電信電話コミュニケーション科学基礎研究所知能情報研究部主任研究員・特別研究員。
- 2003年 - 名古屋工業大学大学院工学研究科講師。
- 2003年 - 東海大学情報理工学部講師。
- 2005年 - 奈良先端科学技術大学院大学情報科学研究科客員准教授。
- 2007年 - 日本電信電話退職。
- 2007年 - 静岡県立大学経営情報学部教授。
- 2007年 - 静岡県立大学大学院経営情報学研究科教授。
- 2011年 - 静岡県立大学大学院経営情報イノベーション研究科教授。
- 2012年 - 静岡県立大学経営情報学部副学部長。
- 2013年 - 静岡県立大学附属ICTイノベーション研究センターセンター長。
- 2016年 - 静岡県立大学附属ICTイノベーション研究センターセンター長。
- 2018年 - 神奈川大学理学部教授。[5]

## 賞歴
- 1997年 - 情報処理学会論文賞。
- 1999年 - 人工知能学会論文賞
- 2008年 - 電子情報通信学会情報・システムソサイエティ活動功労賞。
- 2009年 - 日本ソフトウェア科学会論文賞。
- 2009年 - 日本応用数理学会論文賞実用部門。
- 2015年 - 静岡県立大学学長表彰。